# 稇源商店六龜支店
稇源商店六龜支店是曾为六龜地區蕃物產交易所的一个历史建筑，于2021年成為高雄市歷史建築。
其由洪見濤於1912年設立，曾為雜貨行、蕃產交易所，提供山產、食鹽、紡織等日常用品與飾品等物品買賣。2017年於「六龜之心街區改造計畫」中修復，定位為六龜物產及小農展示中心。於修復期間發現眾多交易史料，2018年由洪氏家族同意捐贈給高雄市立歷史博物館典藏，啟動文物修復工作。2021年3月24日公告為高雄市歷史建築。

## 歷史沿革

### 旗山發跡
洪致家族於旗山發跡，長子洪見萬經營磚窯廠、雜貨行等事業，二子洪見濤曾任蕃薯寮廳巡查捕、通譯官與蕃薯寮街第三保保正，也在旗山經營「稇源商店」。1909年隨臺灣總督府新設「六龜里支廳」，洪見濤嗅見新事業的可能性，遂於1912年將事業版圖擴展至六龜，成立「稇源商店」六龜支店（簡稱六龜洪稇源商號），販售雜貨、吳服、木材、薪炭等雜貨。

### 蕃產物交易所
除了販售雜貨，洪見濤於旗山曾擔任巡查捕、地方保正的經歷，與日本官員相當友好，因此也有「菸草小賣人」的資格。到了六龜，洪見濤也順利取得管制物資的專賣資格，可合法販賣菸酒，甚至在六龜洪稇源商店相同位址也開設「昌源腦館」販售樟腦。
1914年，臺灣總督府發布蕃地交易規則，規範蕃物物品交易流程，如指定交易日期、交換物產類別、交換價格，也要求蕃產交易所必須繳納「蕃產物品受拂簿」、「供給物品受拂簿」，嚴格控管原住民族群取得生活用品與販售管道，以達到撫育與控制的目的。同年，六龜洪稇源商店取得蕃產交易所經營權，交易項目包含鹿肉、羌、石虎、熊、貓等山產，也有籐、木耳、愛玉等物產，以及酒、食鹽、藥品等生活用品。
當時因應六龜隘勇線設立、樟腦產業蓬勃發展，六龜地區來往與移住人口達到四千多人，六龜洪稇源商號不只服務當地居民，採樟腦丁與隘勇們也來往頻繁。

### 家族經營概況
1901年洪見濤娶張近為妻，育有長男洪文發；後納周蘭為妾，生下洪新發、洪能發兄弟與收養養女張近。1912年洪見濤帶著周蘭到六龜開拓事業，在旗山的稇源商店本店則交由妻子張近與長男打理。
1925年洪見濤過世後，由周蘭打理六龜洪稇源商號事務，持續經營蕃物產交易、雜貨與菸酒販賣。六龜洪稇源商號史料中，可以看到周蘭與到六龜洪稇源商號交易的原住民族群合影，顯示其與當地族群維繫不錯的關係。

### 戰後發展
戰後，六龜洪稇源商號卸下蕃產交易所角色，仍在六龜販售雜貨、菸酒等商品。除此之外，六龜洪稇源商號也兼營小額借貸，在交通不便的六龜地區提供重要的服務。周蘭過世後，六龜洪稇源商號由洪見濤與周蘭所生的長子洪新發與其妻洪謝慧娥接手經營。

## 史料發現過程
2017年高雄市政府經內政部城鄉風貌計畫支持，執行「六龜之心再造計畫」。計畫包含「整備彩蝶谷及周邊生態秘境」及「六龜舊街核心再造」兩大面向。其中，「六龜舊街核心再造」包含「六龜物產及小農展售中心(洪稇源商號)」修復與再利用工作。六龜洪稇源商號由劉金昌建築師事務所修繕。
根據高雄市立歷史博物館記錄，修繕過程中建築團隊在六龜洪稇源商號櫥櫃中發現大量文物，因此2018年1月11日由洪氏家族後代、高雄市都市發展局與高雄市立歷史博館進行第一次會勘，發現大量紙質文物因保存環境不佳，有受潮及脆化、黃化情形，因此經家屬同意，由高史博將文獻帶回館內造冊紀錄。後於2018年1月22日、3月27日、2018年1月2、9、22日，高史博又分批將史料帶回館內。
清查後，文獻與文物計1500多件，為見證日治時期六龜地區發展重要史料。2018年洪氏家族代表人洪宜一、洪勝林等人同意捐贈文物予高史博典藏，希望讓更多人參與解讀與研究工作。2022年「六龜洪稇源商號及洪家史料文書」由高史博提報，獲文化部文化資產局第三屆臺灣世界記憶國家名錄登錄。

## 建築特色
為一長條型建築，以臨街面的亭仔腳與中庭連結各使用空間，分為華南街與新民街兩側入口，轉角處有「洪稇源」三字名稱。建物為紅磚屋、土埆磚屋二部分。紅磚屋為洪氏家族商用與自居空間、土埆磚屋為提供交易的原住民休憩場所。
紅磚屋為清水紅磚，屋頂採用閩式紅板瓦，室內尚留有家屬使用的日式床鋪，門窗工法細緻由臺灣檜木製成。土埆磚屋以土埆磚砌成，牆面以白灰粉刷，天花板為木屋架。